# صفيحة هندية

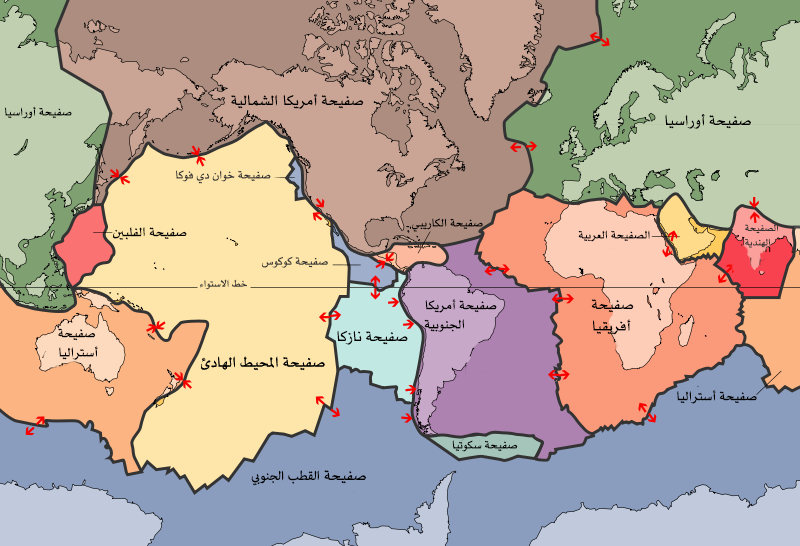

الصفيحة الهندية أو صفيحة الهند عبارة عن صفيحة تكتونية كانت في الأساس جزءًا من قارة غندوانا القديمة ولكنها انفصلت عنها، وفي النهاية، أصبحت صفيحة ضخمة. وتقريبًا في، اندمجت مع الصفيحة الأسترالية المجاورة لها. واليوم، تمثل جزءًا كبيرًا من الصفيحة الهندية الأسترالية الكبرى، وهي تضم أغلبية جنوب آسيا – أي شبه قارة الهند – وجزء من الحوض الموجود تحت المحيط الهندي، بما في ذلك أجزاء من جنوب الصين وشرق إندونيسيا، وتمتد إلى، ولكنها لا تشتمل على لداخ وكوهيستان وبلوشستان.

## حركة الصفائح

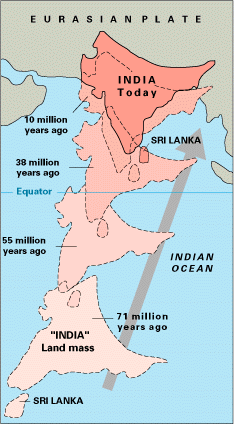
بسبب تكتونيات الصفائح، انفصلت صفيحة الهند عن مدغشقر واصطدمت (حوالي 55 ميا) مع الصفيحة الأوراسية، مما أدى إلى تكوين جبال الهيمالايا.

وقد شكلت الصفيحة الهندية جزءًا من القارة العظمى غندوانا بالإضافة إلى إفريقيا المعاصرة وأستراليا وأنتاراكتيكا وأمريكا الجنوبية. وقد انفصلت غندوانا مع جنوح هذه القارات بسرعات مختلفة،  وهي عملية أدت إلى فتح المحيط الهندي.
في العصر الطباشيري المتأخر حوالي، وبعد الانفصال عن مدغشقر والهند الملتصقتين عن غندوانا، انفصلت الصفيحة الهندية عن مدغشقر. وقد بدأت في التحرك نحو الشمال، بمسافة حوالي 20 سنتيمتر (7.9 بوصة) في العام،  ويعتقد أنها بدأت في الاصطدام بآسيا بين 55 و50 مليون سنة مضت،  في الفترة الفجرية للدهر الحديث، رغم أن ذلك محل خلاف، حيث يقول بعض الكتاب أن ذلك تم بعد فترة كبيرة للغاية من ذلك منذ حوالي 35 مليون سنة مضت. فإذا كان التصادم قد وقع بين 55 و50 ميا، ربما كانت الصفيحة الهندية قد غطت مسافة، وبالتالي فهي تكون قد تحركت بشكل أسرع من أي صفيحة أخرى معروفة. وفي عام 2012، تم استخدام البيانات المغناطيسية القديمة المجمعة من الهيمالايا العظمى على التصادمين المقترحين لحل الخلاف بين مقدار تقصير القشرة الأرضية في جبال الهيمالايا (حوالي 1300 كم) ومقدار التقارب بين الهند وآسيا (حوالي 3600 كم). واقترح هؤلاء الكتاب أن جزء قاري من غندوانا الشمالية تصدع عن الهند، وتحرك نحو الشمال، وبدأ «التصادم الهادئ» بين الهيمالايا العظمى وآسيا في حوالي 50 ميا. وتبع ذلك «التصادم العنيف» بين الهند وآسيا والذي حدث في حوالي 25 ميا. ويشرح انغمار حوض المحيط الناجم الذي تكون بين جزء الهيمالايا العظمى والهند الفرق الواضح بين تقديرات تقصير القشرة الأرضية في الهيمالايا والبيانات الباليومغناطيسية المأخوذة من الهند وآسيا.
وفي عام 2007، اقترح علماء الجيولوجيا الألمان  أن السبب وراء تحرك الصفيحة الهندية بتلك السرعة الكبيرة أنها نصف سمك الألواح الأخرى التي كونت غندوانا من قبل. وربما أدت سحابة الدثار التي انفصلت من غندوانا إلى إذابة الجزء السفلي من شبه القارة الهندية، مما سمح بتحركها بشكل أسرع ولمسافة أكبر من الأجزاء الأخرى. وتكون بقايا هذه السحابة اليوم ماليون وكيرجويلين ونقاط رينيون الساخنة. ومع تحرك الهند نحو الشمال، يمكن أن يكون سمك الصفيحة الهندية قد تحلل بشكل أكثر مع مرورها فوق النقاط الساخنة وانبثاقات الصهارة المقترنة بديكان وفخاخ راجماهال. وفي الإطار النظري، يقال إن المقادير الضخمة من الغازات البركانية التي تحررت أثناء مرور الصفيحة الهندية على النقاط الساخنة قد لعبت دورًا كبيرًا في حدث انقراض العصر الطباشيري الثلاثي، الذي يعتقد بشكل عام أنه نجم عن تأثير الكويكب الكبير.
وقد كون التصادم بين الصفيحة الأوراسية على الحدود بين الهند ونيبال الحزام الجبلي الذي أدى إلى تكوين هضبة التبت وجبال الهيمالايا، حيث اندفعت الأرض لأعلى كما يحدث للأرض مع مرور المحراث عليها.
وتتحرك الصفيحة الهندية حاليًا نحو الشمال الشرقي لمسافة 5 سنتيمتر (2.0 بوصة) في العام، في حين أن الصفيحة الأوراسية تتحرك نحو الشمال لمسافة 2 سنتيمتر (0.79 بوصة) في العام فقط. ويتسبب ذلك في تشوه الصفيحة الأوراسية، بالإضافة إلى انضغاط الصفيحة الهندية بمعدل 4 مليمتر (0.16 بوصة) في العام.

## الأحداث الحديثة

### زلزال المحيط الهندي في عام 2004
نجم زلزال المحيط الهندي لعام 2004 والذي كان بقوة 9.1-9.3 على مقياس درجة العزم عن تحرر الضغوط المتراكمة في منطقة الانغمار حيث تنزلق الصفيحة الهندية تحت صفيحة بورما في شرقي المحيط الهندي، بمعدل 6 سم لكل عام (2.5 بوصة / عام). وقد تكون خندق سوندا عبر هذه الحدود التي تلتقي فيها الصفيحة الهندية الأسترالية مع الصفيحة الأوراسية. وتنجم الزلازل في تلك المنطقة عن تصدع القشرة، حيث ينزلق الفالق بزوايا حادة مع الخندق، أو بسبب تصدعات الصدم والانزلاق، حيث تنزلق المواد الموجودة إلى شرق الصدع بمحاذاة اتجاه الخندق.
مثل كل الزلازل المشابهة من ناحية الضخامة، نجم الزلزال الذي وقع في السادس والعشرين من ديسمبر 2004 عن تصدع القشرة. وقد تسبب تمزق بطول 100 كيلومتر (62 ميل) في انزلاق حوالي 1,600 كيلومتر (990 ميل) من الواجهة، مما أدى إلى تحريك الصدع لمسافة 15 متر (49 قدم)، ورفع أرضية البحر لعدة أمتار (ياردات)، مما أدى إلى حدوث التسونامي العظيم.

### زلزال كشمير في عام 2005

صورة مقربة للحدود بين الصفائح الأوراسية والإفريقية والعربية، وقع زلزال كشمير في عام 2005 في الطرف الشمالي من الصفيحة الهندية.

وفي الثامن من أكتوبر، 2005، وقع زلزال بقوة 7.6 بالقرب من مظفر أباد في كشمير، حيث أدى إلى مقتل ما يزيد على 80.000 نسمة، وتشريد ما يزيد عن 2.5 نسمة.